# Tengyz
Tengyz (kaz. Теңіз көлі, Tengyz köly; ros. озеро Тенгиз, oziero Tiengiz) – słone jezioro w Kazachstanie, w kotlinie tektonicznej na Pogórzu Kazachskim. Jego powierzchnia wynosi 1590 km², maksymalna głębokość 7 m, a wysokość lustra wody 304 m n.p.m.

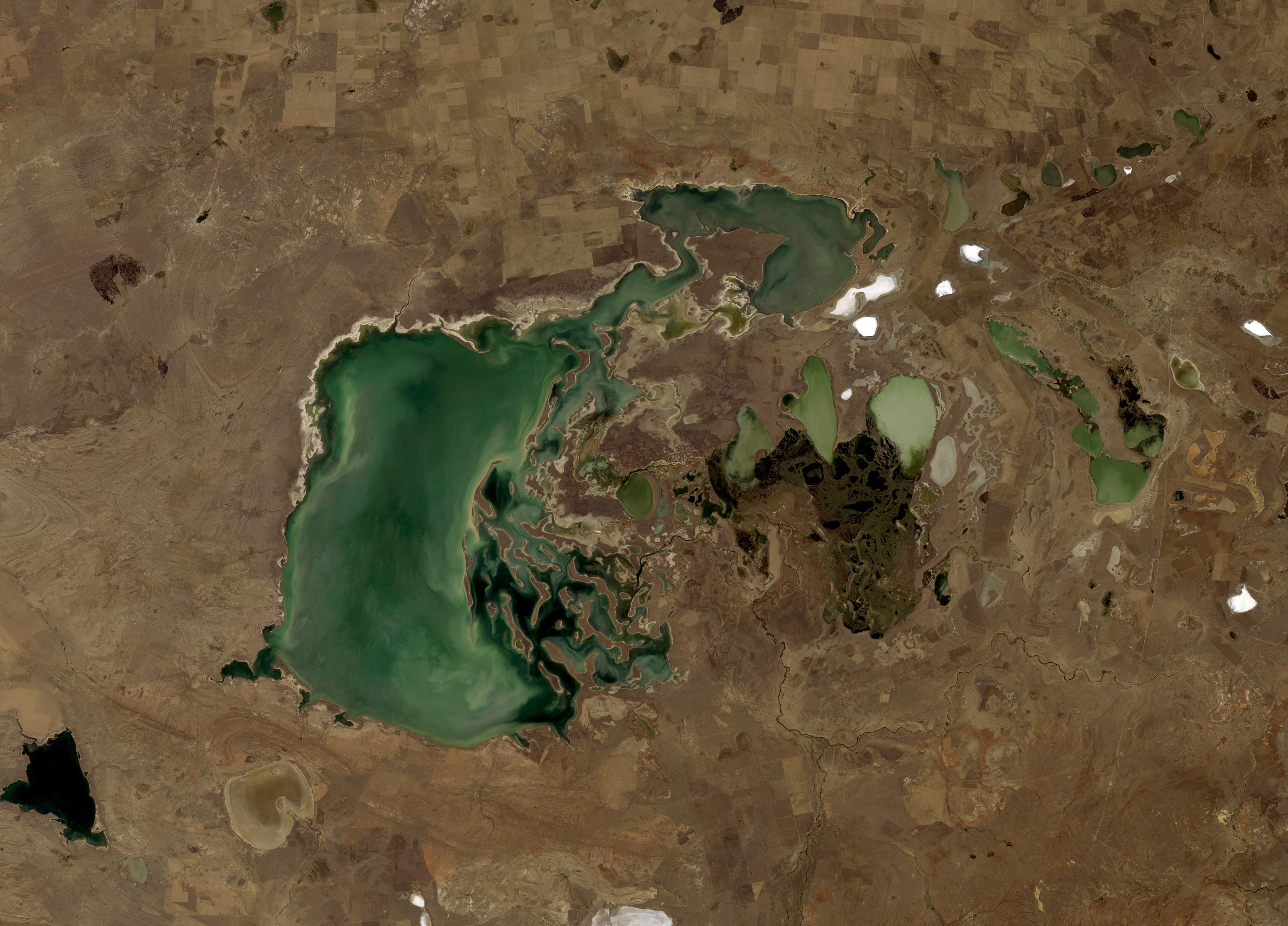
Tengyz przy stanie dość wysokiego poziomu wody (15 września 1998): prawie cała misa jeziorna jest wypełniona

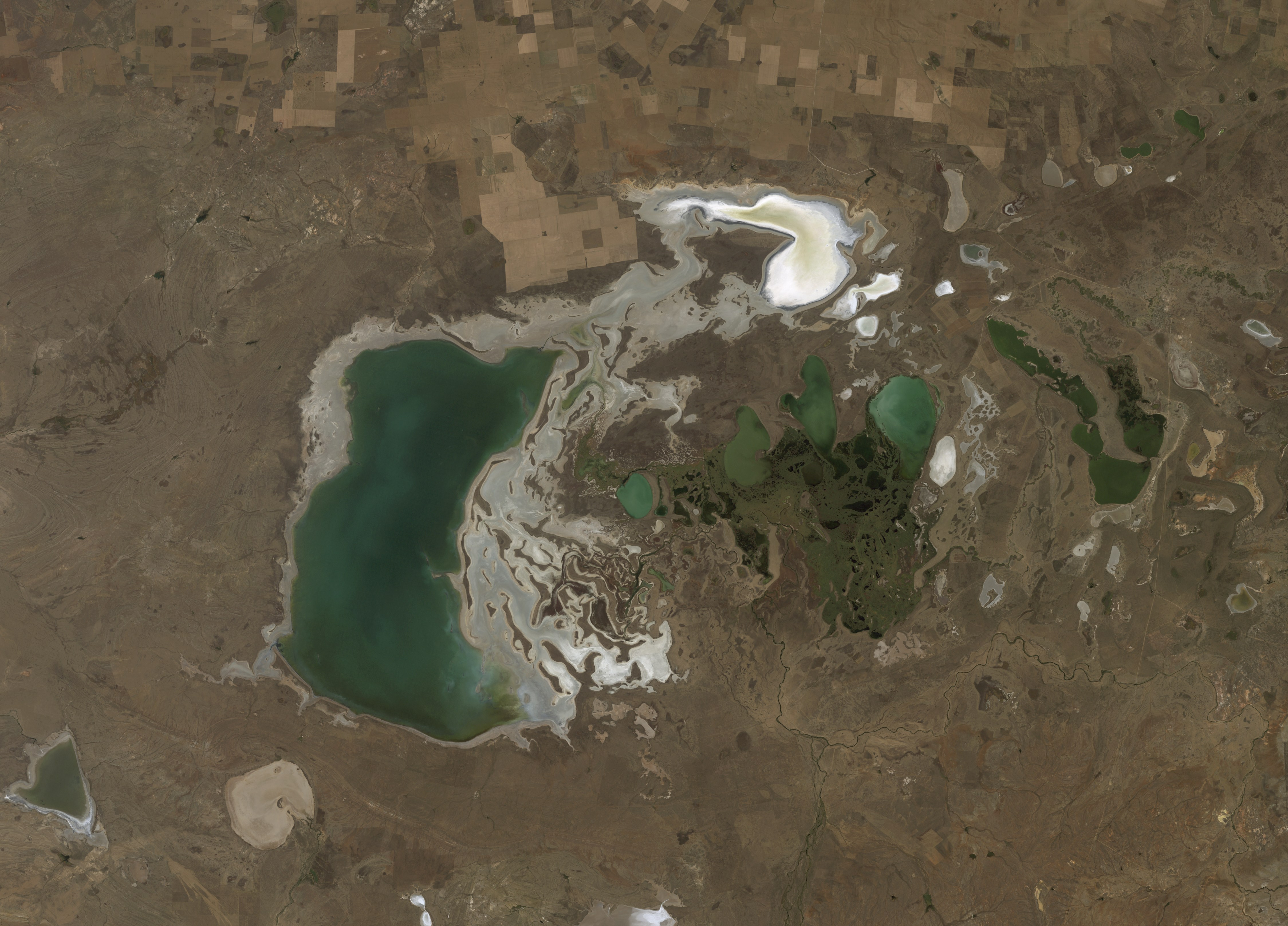
Tengyz przy stanie dość niskiego poziomu wody (3 września 2011): północno-wschodnia część oraz płytkie części akwenu wyschły

Jezioro Tengyz stanowi ważną ostoję ptactwa wodnego. Opisano 295 gatunków ptactwa z czego 22 ma status zagrożonego wyginięciem, a 109 gatunków gniazduje w okolicy jeziora. Ważne gatunki ptaków to:
- flaming karmazynowy (Phoenicopterus ruber)
- pelikan kędzierzawy (Pelecanus crispus)
- sterniczka zwyczajna (Oxyura leucocephala).

Jezioro Tengyz zostało wpisane na listę konwencji ramsarskiej.
16 października 1976 r., późnym wieczorem, na powierzchni jeziora w odległości ok. 2 km od brzegu, wylądował w trybie awaryjnym radziecki lądownik misji Sojuz 23, z załogą w składzie Walerij Rożdiestwienski i Wiaczesław Zudow. Statek przebił pokrywający jezioro lód i osiadł na małej głębokości, zanurzony do 2/3 wysokości. Dotarcie do miejsca zdarzenia i ewakuacja kosmonautów możliwe były jedynie za pomocą śmigłowców. Zawieja śnieżna trwająca w nocy oraz temperatura w granicach -20°C spowodowały, że podniesienie statku możliwe było dopiero rano. Kosmonauci spędzili uwięzieni w kapsule w jeziorze około 12 godzin i początkowo nie robiono sobie wielkich nadziei, że po tak długim czasie zostaną wydobyci żywi. Według ocen, ich ocalenie graniczyło z cudem.